# Ofensywa w Saarze

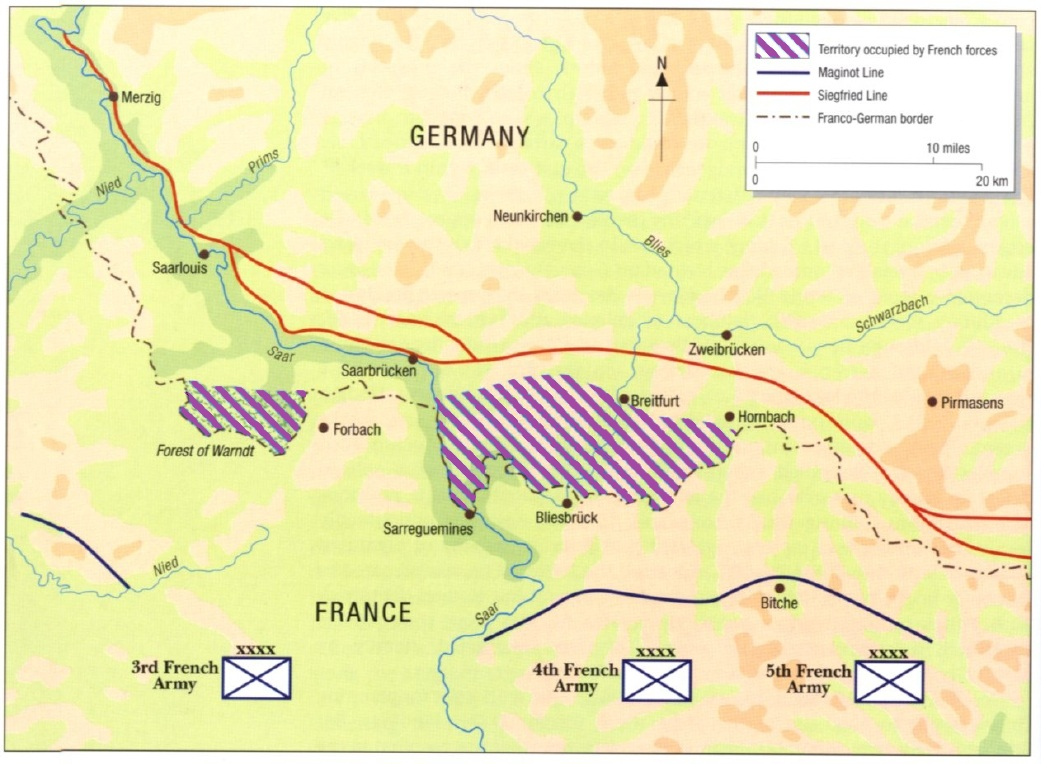
Mapa pokazująca skrawki niemieckiego terytorium zajęte przez Francuzów w czasie ofensywy w Saarze

Ofensywa w Saarze – działania wojenne prowadzone w pierwszym okresie II wojny światowej na froncie zachodnim po wypowiedzeniu przez Francję i Wielką Brytanię 3 września 1939 wojny III Rzeszy po agresji III Rzeszy na Polskę.

## Przebieg bitwy
Armia francuska 7 września 1939 roku siłami 3 i 4 Armii po przekroczeniu granicy francusko-niemieckiej w Zagłębiu Saary zajęła teren bezpośrednio przyległy do niemieckiej głównej linii obrony, łamiąc opór niemieckich jednostek granicznych oraz czyszcząc graniczne pola minowe Niemców. Tereny te jednak były wcześniej w ramach tzw. operacji „oczyszczenie strefy czerwonej” (niem. Freimachung der Roten Zone) specjalnie przygotowane. Niemcy ewakuowali z tych terenów ludność cywilną. Ofensywa kosztowała Francję 1750 żołnierzy i 98 oficerów (zabici, ranni oraz zaginieni w okresie ofensywy, do 16 października 1939 r.) – przykładowo 21 DP straciła do 15 września 76 zabitych, 4 zaginionych, 241 rannych.
Gen. Georges dążył do przyspieszenia działań ofensywnych podległych mu jednostek. 7 września oddziały 3 i 4 Armii francuskiej siłami trzech dywizji piechoty (11, 21, 23), 4 dywizji północnoafrykańskiej i 9 dywizji zmotoryzowanej, wpartymi przez cztery bataliony czołgów przekroczyły niemiecką granicę. Natarcie osłaniane było od południa przez 5 Armię, ale ze względu na złą pogodę pozbawione było poważnego wsparcia powietrznego. Niemiecka 6 Dywizja Piechoty stawiła opór, a jej saperzy zniszczyli mosty na Saarze. Do 10 września w ofensywę zaangażowane zostały siły trzech dywizji piechoty zmotoryzowanej, czterech dywizji piechoty, dwóch dywizji kolonialnych i jednej dywizja północnoafrykańskiej, wzmocnione dwoma brygadami czołgów oraz samodzielnymi batalionami czołgów i pułkami artylerii ciężkiej. Większość sił francuskich stanowili dopiero zmobilizowani rezerwiści, a jednostki nie były dostatecznie wyposażone materiałowo ani zgrane wewnętrznie ze względu na brak czasu, w szczególności pododdziały piechoty nie miały umiejętności współpracy z przydzielonymi im czołgami. Francuzi wchodzili do akcji wprost z transportów, bez skompletowania wszystkich jednostek dywizyjnych i bez wiedzy o położeniu niemieckiej obrony. Nie angażowały w akcję ofensywną wszystkich sił, pozostawiając znaczącą część w odwodzie.

## Przerwanie działań wojennych
Do 12 września w powolną i metodyczną ofensywę francuską zaangażowanych zostało dwanaście dywizji francuskich, z czego cztery zaangażowały główne siły walką do walki Niemcami. 
12 września 1939 w Abbeville odbyło się jednak posiedzenie Najwyższej Rady Wojennej francusko-brytyjskiej z udziałem Neville Chamberlaina, Edouarda Daladiera i referującego głównodowodzącego armii francuskiej gen. Maurice Gamelina. Uznając, że mocarstwa sprzymierzone nie są w stanie udzielić Polsce skutecznej pomocy podjęto decyzję o niepodejmowaniu generalnej ofensywy lądowej na froncie zachodnim. Uznając kampanię w Polsce za rozstrzygniętą, dowództwo francuskie uznało kontynuację ofensywy za nadmierne ryzyko. Pod tym pretekstem zdecydowano także wojska francuskie przeszły do obrony, nie prowadząc dalszych działań na rzecz Polski, a jedynie osłaniając kontynuację własnej mobilizacji.
W konsekwencji narady podjęto decyzję o maksymalnym zmobilizowaniu środków, zanim zostaną podjęte duże operacje lądowe oraz ograniczeniu działań powietrznych RAF i Armee de l’Air nad Niemcami w celu minimalizacji niemieckiego odwetu”. Oznaczało to w praktyce wstrzymanie wszystkich działań ofensywnych armii francuskiej na przedpolu Linii Zygfryda i złamanie zobowiązań sojuszniczych wobec Polski podjętych 19 maja 1939 roku w aneksie do konwencji wojskowej polsko-francuskiej z 1921, uzgodnionym przez delegację pod przewodnictwem gen. Tadeusza Kasprzyckiego oraz gen. Maurice Gamelin i ratyfikowanym poprzez podpisanie w Paryżu 4 września 1939 protokołu politycznego do konwencji. Strona francuska zwlekała z podpisaniem protokołu i dokonała tego dopiero pod naciskiem Brytyjczyków już po wybuchu wojny. Protokół ze strony Rzeczypospolitej podpisał ambasador Juliusz Łukasiewicz, ze strony Francji minister spraw zagranicznych Republiki Georges Bonnet. 
Protokół z maja 1939 r. zobowiązywał stronę francuską do rozpoczęcia ofensywy siłami głównymi w piętnastym dniu od rozpoczęcia mobilizacji armii francuskiej, a ofensywę powietrzną nad Niemcami od chwili rozpoczęcia działań wojennych Niemiec przeciw sojusznikowi. Generałowie Stachiewicz i Kutrzeba szacowali, że musi minąć sześć do ośmiu tygodni, by Polacy odczuli efekty ofensywy francuskiej. Ambasadorowie Rzeczypospolitej w Wielkiej Brytanii – Edward Raczyński i we Francji – Juliusz Łukasiewicz bezskutecznie próbowali wpłynąć we wrześniu 1939 na wykonanie zobowiązań krajów sojuszniczych. Była to ze strony Francji i Wielkiej Brytanii klasyczna felonia – zdrada sojusznika na polu bitwy, przy czym to Francuzi wpływali hamująco na Brytyjczyków. Na założeniu ofensywy sojuszniczej w piętnastym dniu od rozpoczęcia francuskiej mobilizacji oparty był plan obrony „Z” i strategia obrony terytorium Polski marszałka Edwarda Rydza-Śmigłego

W połowie września sytuacja, po początkowych klęskach zaczęła się stabilizować. Wojsko cofało się na południowy wschód, ku „przedmościu rumuńskiemu”, w oparciu o które Rydz-Śmigły zamierzał kontynuować walkę. Powoli przestawały również grać decydującą rolę te czynniki, które sprzyjały Niemcom. Polska południowo-wschodnia nie była bowiem terenem, na którym można byłoby rozwinąć działania wojsk pancernych. Spodziewano się, i słusznie, nadejścia dni, podczas których ze względu na warunki meteorologiczne Luftwaffe musiałaby ograniczyć swą aktywność. Zaczynała się wojna piechoty z piechotą. A w takiej konfrontacji znajdująca się w obronie strona polska miała duże szanse. Plan Rydza miałby zatem szansę powodzenia, zwłaszcza że zakładał, iż niedługo działania wojenne rozpoczną Francuzi i tym samym odciążą front polski

{{Cytat}} Brakujące pola: treść. Przestarzałe pola: 1.
 

Do 17 września wojska francuskie okupowały zajęte niemieckie terytoria, przygotowując się do ofensywnego ostrzału artyleryjskiego Linii Zygfryda i zajęcia punktów górujących nad doliną Saary.